# 田畑暁生
田畑 暁生（たばた あけお、1965年 - ）は、日本の社会学者、神戸大学発達科学部/人間発達環境学研究科教授。社会情報学、メディア論、映像論を専門としており、地域情報化政策について多数の業績をあげ、翻訳も数多く手がけている。博士（社会情報学）（東京大学）。専門社会調査士、専門地域調査士、専門統計調査士。

## 経歴
東京都生まれ。東京大学経済学部卒業後、東京大学大学院では社会情報学を専攻し、修士（社会学）を取得、博士課程を単位取得退学した。1996年に神戸大学の教員となった。後に論文提出により博士号（社会情報学）を授与された。

## おもな業績

### 単著
- 映像と社会：表現・地域・監視、北樹出版、2003年
- 情報社会論の展開、北樹出版、2004年
- 地域情報化政策の事例研究、北樹出版、2005年
- メディア・シンドロームと夢野久作の世界、NTT出版、2005年
- 西日本の地域情報化政策、北樹出版、2006年
- 東日本の地域情報化政策、北樹出版、2008年
- 離島の地域情報化政策、北樹出版、2011年
- あの頃、バブル（小説集）、鳥影社、2018年
- 風嫌い（小説集）、鳥影社、2019年
- 「平成の大合併」と地域情報化政策、北樹出版、2022年

### 編著
- 情報社会を知るクリティカル・ワーズ、フィルムアート社、2004年

### 訳書
- マイケル・ハイム「仮想現実のメタフィジックス」、岩波書店、1995年
- ウィリアム・ボガード「監視ゲーム : プライヴァシーの終焉」、アスペクト、1998年
- （阿部孝太郎との共訳）ドロシー・レオナルド「知識の源泉 : イノベーションの構築と持続」、ダイヤモンド社、2001年
- フランク・ウェブスター「「情報社会」を読む」、青土社、2001年
- ケヴィン・ロビンス「サイバー・メディア・スタディーズ：映像社会の〈事件〉を読む」、フィルムアート社、2003年 (Cine lesson ; 別冊)
- ヒュー・マッケイ、ウェンディ・メイプルス、ポール・レイノルズ共著「入門 情報社会の社会科学」、NTT出版、2003年
- デヴィッド・R・ケプセル「ネット空間と知的財産権：サイバースペースの存在論」、青土社、2003年
- ケンブリュー・マクロード「表現の自由vs知的財産権：著作権が自由を殺す？」、青土社、2005年
- ジェイ・デイヴィッド・ボルター、ダイアン・グロマラ共著「メディアは透明になるべきか」、NTT出版、2007年
- アレクサンダー・ハラヴェ「ネット検索革命」、青土社、2009年
- M・クリスティーヌ・ボイヤー「サイバーシティ」 NTT出版(叢書コムニス 09)、2009年
- デイヴィッド・ライアン「膨張する監視社会 : 個人識別システムの進化とリスク」、青土社、2010年
- ジョン・バイロン、ロバート・パック共著「龍のかぎ爪 康生」、岩波書店（岩波現代文庫 上・下）、2011年
- A・M・ローゼンタール「38人の沈黙する目撃者　キティ・ジェノヴィーズ事件の真相」、青土社、2011年
- マイケル・ライアン、メリッサ・レノス「Film Analysis　映画分析入門」、フィルムアート社、2014年
- デイヴィッド・ライアン「監視文化の誕生」、青土社、2019年
- マイケル・バックランド「新　情報学入門」、日本評論社、2020年
- フランク・パスカーレ「ブラックボックス化する社会」、青土社、2022年
- マーク・クーケルバーク「自己啓発の罠」青土社、2022年
- トム・ルッツ「無目的　行き当たりばったりの思想」青土社、2023年
- アンガス・フレッチャー「世界はナラティブでできている」青土社、2024年
- ウォン・カーウァイ、ジョン・パワーズ「ザ・シネマ・オブ・ウォン・カーウァイ」星海社、2024年
- マーク・クーケルバーク「ロボット倫理学」青土社、2024年
- マイケル・ライアン、メリッサ・レノス「増補改訂版　Film Analysis　映画分析入門」、フィルムアート社、2025年